# Hammock

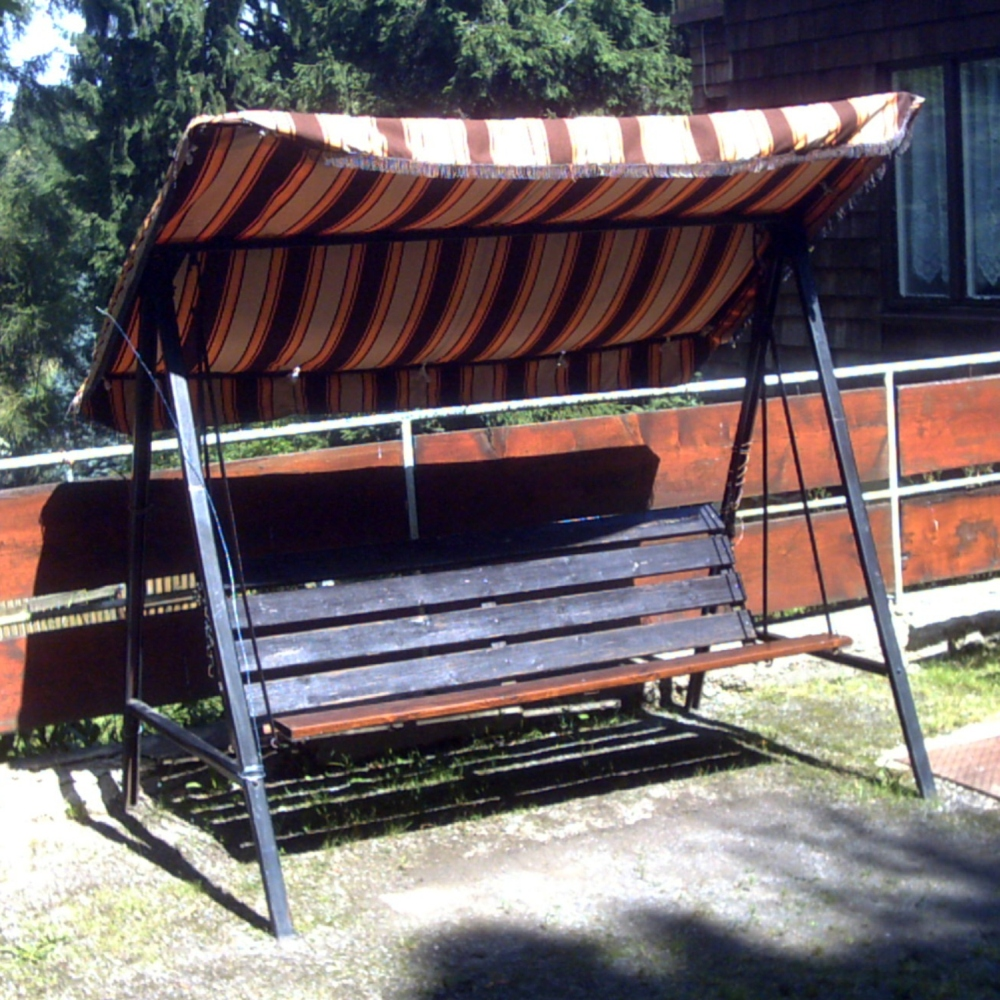
Hammock

Hammock är en trädgårdssoffa som är upphängd under ett soltak i en särskild ställning, vilket gör det möjligt för dem som sitter i hammocken att gunga fram och tillbaka. Ordet hammock kommer från det karibiska arawakfolket och deras ord för fisknät, hamaka. Samma ord används för hängmatta i många andra språk.